# Кукольный дом (пьеса)
«Ку́кольный дом» (норв. Et dukkehjem; ставилась также как «Но́ра») — пьеса Генрика Ибсена, написанная в 1879 году.
Центральная тема пьесы — положение женщины в обществе; современники восприняли драму как манифест феминизма. Однако проблематика «Кукольного дома» не исчерпывается «женским вопросом»: речь идёт о свободе человеческой личности вообще. В пьесе компрометируется не столько «мужской мир», сколько общество 1870-х годов, его нормы и установки — косные, ханжеские, не отвечающие новым реалиям и новым взглядам законы буржуазного мира[стиль].
В 2001 году ЮНЕСКО включило рукопись «Кукольного дома» в список «Память мира».

## История создания
Пьеса задумана в 1878 году (первые намётки под заголовком «Наброски к современной трагедии» датированы 19 октября). Ибсен стремился в классической форме трагедии выразить современные проблемы. Написано же произведение в 1879 году.
В основу драмы Ибсен положил реальные события. Прототипом Норы стала норвежско-датская писательница Лаура Килер (урожд. Петерсен,1849—1932). Под влиянием пьесы «Бранд» 19-летняя девушка написала книгу «Дочери Бранда», которая была опубликована в 1869 году под псевдонимом. Ибсен познакомился с начинающей писательницей и посоветовал продолжать заниматься литературой. Между ними завязалась дружба.
После смерти отца Лаура с матерью переехала в Данию, где в 1873 году вышла замуж за адъюнкта Виктора Килера. Будучи в общем добрым человеком, он подчас проявлял жестокость, особенно болезненно переносил денежные проблемы. В 1876 Виктор заболел туберкулёзом. Он нуждался в лечении и в смене климата, в пребывании на юге, а для этого требовались значительные средства. Лаура просила мужа, чтобы он обратился к своему богатому отцу, но тщетно. Тогда она тайно взяла ссуду в банке: за женщину поручился её влиятельный богатый друг. В том же году супруги отправились в Швейцарию и Италию. Муж выздоровел. На обратном пути в Мюнхене Килеры посетили Ибсенов. Лаура по секрету всё рассказала жене Ибсена — Сюзанне (урожд. Торесен, 1836—1914).
По возвращении в Данию опять понадобились деньги, теперь для переезда в другой город. Лаура снова взяла ссуду — в форме векселя. На сей раз за неё поручился дальний родственник, крупный коммерсант. К моменту истечения срока векселя Лаура, к тому же ещё не восстановившаяся после недавних родов, не располагала средствами для выплаты долга. Её поручитель тоже попал в сложное материальное положение и не смог выкупить вексель. Лаура в отчаянии решилась было пойти на выдачу поддельного векселя, но передумала и уничтожила его. Все её действия стали известны мужу. Сначала он глубоко сочувствовал жене, но под влиянием своих родственников и друзей изменил отношение к ней и стал требовать развода, который вскоре оформили. Детей у Лауры забрали, её признали душевнобольной, лгуньей. Однако через некоторое время муж попросил Лауру вернуться домой. Она вернулась, снова стала его женой, с 1879 приступила к литературной деятельности и постепенно выплатила все долги. После этого у неё было две встречи с Ибсеном. Именно жизнь Лауры Килер стала основой для сюжета пьесы «Кукольный дом».

## Персонажи
- Адвокат Торвальд Хельмер
- Нора, его жена
- Доктор Ранк
- Фру Линне
- Частный поверенный Крогстад
- Трое маленьких детей четы Хельмер
- Анна-Мария, их нянька
- Служанка в доме Хельмера
- Посыльный

## Сюжет
Действие происходит в доме Хельмера перед Рождеством. Нора возвращается из города с подарками для членов семьи, муж упрекает её в мотовстве: он лишь недавно получил должность директора банка, и жалованье ему повысят только через три месяца, а жить в долг для него абсолютно неприемлемо. Нора — «мотовка», «птичка», «белочка», как зовёт её Торвальд, — в ответ только отшучивается, она выглядит беспечной и легкомысленной.
Приезжает давняя подруга Норы — фру Линне: после смерти мужа она осталась без средств к существованию и вынуждена искать работу. Нора рассказывает ей, что когда Торвальд был болен, ей пришлось занять денег, чтобы, по совету врачей, отвезти его на год в Италию. Теперь она вынуждена выплачивать долг, но рассказать об этом Хельмеру не может: он думает, что деньги одолжил отец Норы. Теперь она вынуждена отказывать себе во всём и заниматься мелкой подработкой.
В это время к Хельмеру приходит Крогстад — именно у него Нора заняла деньги. Хельмер лишил Крогстада места в банке, и теперь тот просит Нору повлиять на мужа, в противном случае угрожая ей разоблачением. К тому же кредитор знает, что Нора подделала подпись отца на векселе.
Нора пытается уговорить Торвальда оставить Крогстада на должности, но муж не соглашается, к тому же на это место он уже взял фру Линне. Поняв, что желаемый результат не достигнут, Крогстад опускает в почтовый ящик письмо для Торвальда, в котором описывает ситуацию с долгом Норы. Та выдумывает всяческие предлоги, чтоб не допустить супруга к почтовому ящику.
Фру Линне, стремясь помочь подруге, отправляется к Крогстаду: оказывается, когда-то они любили друг друга, но она вышла замуж за другого, более обеспеченного. Теперь фру Линне предлагает «протянуть друг другу руки»: ей хочется жить ради кого-то. Крогстад счастлив и готов даже забрать своё письмо, но фру Линне отговаривает его: она считает, что тайна должна быть раскрыта.
Торвальд и Нора возвращаются с рождественской вечеринки — и вот злополучное письмо наконец извлечено из ящика. Муж разгневан, он называет жену лицемеркой, лгуньей, преступницей, говорит, что не доверит ей воспитание детей.  В этот момент служанка приносит ещё одно письмо: Крогстад вернул расписку Норы. Торвальд счастлив, Нора для него снова превращается в «певунью-пташку», «голубку». Однако супруга заявляет ему, что уходит из дома: «Я была здесь твоей куколкой-женой, как дома у папы была папиной куколкой-дочкой <…> Я думаю, что прежде всего я человек, также как и ты, или, по крайней мере, должна постараться стать человеком <…> я не могу больше удовлетворяться тем, что говорит большинство и что говорится в книгах. Мне надо самой подумать об этих вещах и попробовать разобраться в них».

## В литературе
В 1977 году был опубликован драматический текст Эльфриды Елинек «Что случилось, после того как Нора бросила своего мужа, или Опора общества» («Was geschah, nachdem Nora ihren Mann verlassen hatte oder Stützen der Gesellschaften»). Действие драмы, как следует из названия, продолжает историю Норы после того, как она бросила мужа и детей, и разворачивается в начале XX века в Германии на фоне нарастания фашистских настроений. Попытка высвобождения Норы из оков традиционных семейных установок заканчивается тем, что она снова становится «игрушкой» в экономической игре элиты.

## Театральные постановки
В России пьеса часто ставилась и ставится под названием «Нора».

### Первая постановка
- 21 декабря 1879 — Королевский театр в Копенгагене.

Первая постановка в России:
- 8 февраля 1884 — Александринский театр в Санкт-Петербурге, в роли Норы М. Г. Савина.

### Известные постановки
- 1903 — первая постановка В. Э. Мейерхольда (ставил пьесу 8 раз).
- 1904, 18 сентября (через 2 дня после открытия театра) — Новый драматический театр Веры Комиссаржевской в театрально-концертном зале Пассажа Санкт-Петербурга, в роли Норы — В. Ф. Комиссаржевская.
- 1923, 11 марта — Театр рабочих Московского губернского совета профсоюзов (МГСПС) (ныне Театр имени Моссовета), режиссёр Е. О. Любимов-Ланской, художник Н. А. Мусатов.
- 1935 — Ленинградский академический театр драмы имени А. С. Пушкина, режиссёр Б. А. Бабочкин, в роли Норы — Е. П. Карякина.
- 1959 — Государственный академический театр имени Моссовета, постановка И. С. Анисимовой-Вульф, в роли Норы — Л. П. Орлова, с 1960 — И. С. Саввина.
- 1960 — Московский Художественный академический театр СССР имени М. Горького, постановка И. М. Тарханова, в роли Hopы — В. В. Калинина.
- 1972 — Академический русский театр драмы имени Георгия Константинова (Йошкар-Ола, Республика Марий Эл), режиссёр Георгий Константинов.
- 1997 — Белый театр (Санкт-Петербург).
- 1999, 27 апреля — Театр имени В. В. Маяковского, режиссёр Л. Е. Хейфец.
- 2003 — Камерный театр (Екатеринбург), режиссёр Н. А. Воложанин (Васильев).
- 2003, 7 июня — Белый театр (Санкт-Петербург), режиссёр М. В. Бычков, художник Эмиль Капелюш, в роли Норы — Марина Солопченко; премьера спектакля состоялась в открытом после реконструкции театральном зале Литературно-мемориального музея Ф. М. Достоевского[5].
- Архангельский театр драмы имени М. В. Ломоносова.
- 2013 — «Театр на Спасской» (г. Киров), режиссёр — Борис Павло́вич, художник — Елена Авинова, в роли Норы — Наталия Красильникова.
- 2017, 30 июня — Харьковский государственный академический русский драматический театр имени А. С. Пушкина (ныне Харьковский академический драматический театр), режиссёр Ольга Турутя-Прасолова, в роли Норы — Мария Бораковская[6].

## Экранизации
- 1922 — «Кукольный дом» (немой фильм), режиссёр Чарльз Брайант, в ролях Алла Назимова, Алан Хейл, Найджел ди Брулир, Элинор Оливер, Уэджвуд Ноуэлл, Клара Ли, Филипп Де Лэси. США.
- 1973 — «Кукольный дом», режиссёр Джозеф Лоузи, в ролях Джейн Фонда, Эдвард Фокс, Тревор Ховард, Дэвид Уорнер, Дельфин Сейриг. Франция/Великобритания.
- 1973 — «Кукольный дом», режиссёр Патрик Гарланд, в ролях Энтони Хопкинс, Клер Блум, Ральф Ричардсон, Денхолм Эллиотт. Великобритания.
- 1973 — «Нора. Кукольный дом», режиссёр Арилд Бринкманн, в ролях Кнут Рисан, Лисе Фьельстад, Пер-Теодор Хауген, Бенте Бёрсюм. Норвегия[7].
- 1974 — «Нора Хельмер» (ТВ), режиссёр Райнер Вернер Фасбиндер, в ролях: Маргит Карстенсен, Иоахим Ханзен, Барбара Валентин, Клаус Лёвич, Уилли Ломмель, Ирм Херман. Германия.
- 1980 — «Нора», режиссёр Ион Унгуряну, в ролях: Лариса Малеванная, Анатолий Ромашин, Владимир Заманский, Елизавета Никищихина, Игорь Кваша, Антонина Богданова, Татьяна Егорова, Якоб Ромбро. СССР.
- 2012 — «Serenade», короткометражный фильм на основе монолога Норы, героини пьесы Г. Ибсена «Кукольный дом», продюсеры Карл Экклстон, Брайан Фэйрберн, сценарий Карла Экклстона, режиссёр Брайан Фэйрберн, в главной роли Фиона Пеппер. Австралия[8][9].

## В астрономии
В честь Норы, главной героини пьесы, назван астероид (783) Нора, открытый в 1914 году.